# Vecsei Miklós (szociálpolitikus)
Vecsei Miklós (Szőny, 1964. augusztus 20. –) magyar szociálpolitikus, a Magyar Máltai Szeretetszolgálat előbb ügyvezető, majd általános alelnöke.

## Élete
Az egri Ho Si Minh Tanárképző Főiskolán pedagógusi, majd a Pázmány Péter Hittudományi Főiskolán teológiai diplomát szerzett. Szociálpolitikai  diplomáját – ösztöndíjasként – 1998-ban az Észak-London Egyetem (University of North London) hallgatójaként szerezte. 1989 óta tagja a Magyar Máltai Szeretetszolgálatnak, amelynek önkéntesként 1990-től budapesti vezetője volt, 2002 májusától – főállásúként – ügyvezető alelnöke, majd 2010 elején a szeretetszolgálat általános alelnökévé választották. Tagja a Hajléktalanokért Közalapítvány kuratóriumának (1992), valamint a Máltai Lovagrendnek (1993), mint magisztrális lovag. Csehák Judit egészségügyi, szociális és családügyi miniszter 2002 novemberében kinevezte a hajléktalanok ügyének miniszteri biztosává. 2007. október 15-én az országgyűlés elfogadta a szociális törvény módosítását úgy, hogy a hajléktalanellátás minimuma – bizonyos esetekben – a sátras ellátás. Ezt összeegyeztethetetlennek találta munkájával és két nappal később (17-én) benyújtotta lemondását. A Hajléktalanokért Közalapítvány kuratóriumi elnöke 2007 decembere és 2010 januárja között. Öt saját – Miklós, Kinga, Mária, József, Teréz – és egy örökbefogadott – Zoltán – gyermeke van.
Fia, Vecsei H. Miklós sokoldalú művész. Lánya, Vecsei Kinga Réta a 2015-ben bemutatott Szerdai gyerek című film, főszereplője volt.

## Tevékenysége a Magyar Máltai Szeretetszolgálatnál
Vecsei Miklós és Győri-Dani Lajos (jelenlegi ügyvezető alelnök) irányításával alakultak ki a szeretetszolgálat jelenlegi tevékenységi köre és munkamódszerei. A Miklós utcai volt munkásőr laktanyában 1990. október 15-én nyitott hajléktalan szálló olyan szakmai műhellyé vált, ahol a szociális szakma meghatározó vezetői rendszeresen megfordultak. Szükséghelyzetben ideiglenes szállót nyitottak a Dunán veszteglő Vitalij Zakrutkin orosz teherhajón, a Nyugati pályaudvar külterületén álló vonaton. 1991-ben a zuglói Szatmár utcában kilakoltatásra ítélt családok gondjait átvállalva, velük együttműködve tették le a későbbi Jelenlét program alapjait. Meghatározó szerepet töltött be a jelzőrendszeres házi segítségnyújtás magyarországi meghonosításában, valamint a szociális munkával megtámogatott, épített és mozgó játszóterek elterjedésében.Számos kísérleti program fűződik a nevéhez, amelyek a leghátrányosabb helyzetű közösségek felzárkóztatását célozzák, ezeket a programokat átfogó néven Jelenlét programoknak nevezik.

## Szerepe a Jelenlét program kialakításában
A 2004 novemberében Tarnabodon indított Befogadó falu program, majd a 2005-ben a monori cigánytelepen kezdett integrációs modellprogram vezetőjeként új szemléletmódot alakított ki, mely a mindennapos jelenlét során felállított szociális diagnózis alapján reagál a helyben megismert problémákra. A komplex beavatkozást megvalósító, úgynevezett Jelenlét program főbb területei a szociális támogatás, a közegészségügy, a lakhatás, a foglalkoztatás, a helyi gazdaságfejlesztés, az oktatás és a közösségfejlesztés, nagy hangsúlyt fektetnek továbbá a zene és a sport integrációs szerepére. A 2013-ban elindított Szimfónia program során a Kupper András által felkarolt, a legszegényebb gyerekek tanítására kifejlesztett zenepedagógiai módszernél ugyanúgy a hátrányos helyzetű gyermekek felzárkóztatása a cél, mint a monori romatelepen indult labdarúgó edzések során. A közösségépítést a szociális munkával ötvöző sportprogramok koordinálására létrehozták a szeretetszolgálat sportegyesületét. A szeretetszolgálat továbbá több helyszínen működtet óvodát és iskolát, amelyeket a szeretetszolgálat iskola alapítványa tart fenn. Az általa vezetett stáb 2011-ben adta közre a szegregátumok felszámolásának gyakorlati tapasztalatait összesítő Jelenlét című szakkönyvet. A programot azóta számos település szegregátumaira kiterjesztették, többek között a pécsi Györgytelepen , a veszprémi Pokoli toronyban, a tatabányai Mésztelepen, a miskolci Lyukóvölgyben és Számozott utcákban is működik. 2016. december 16-án a Jelenlét program Magyar Örökség Díjat kapott. 2016-ban a Magyar Máltai Szeretetszolgálat kormányhatározat alapján indította el Jelenlét programját Tiszabőn és Tiszaburán.

## Tevékenysége miniszteri és miniszterelnöki biztosként
2002 novemberében nevezték ki hajléktalanügyi miniszteri biztosnak. Miniszteri biztossága idején jött létre a Hajléktalanokért Közalapítvány – melynek elnöke is volt – és az Országos Hajléktalanügyi Szakmai Tanács. Nevéhez kötődik többek között a 24 órás egészségügyi centrumok, a hajléktalan nappali centrumok kialakítása, a hajléktalanellátás országos és regionális módszertanának kidolgozása, a regionális diszpécserszolgálatok létrehozása, a megyei krízisautó szolgálatok megalakulása. Hivatali ideje alatt alakították ki a hajléktalan emberek támogatott lakhatási programját, mely később uniós finanszírozású program lett, illetve 11 ingatlan került állami vagyonkezelésből a hajléktalanellátásba. Győri Péterrel és Maróthy Mártával közösen megalkották a Hajléktalanügyi stratégiát. 2007. október 15-én az országgyűlés elfogadta a szociális törvény módosítását úgy, hogy a hajléktalanellátás minimuma – bizonyos esetekben – a sátras ellátás. Ezt összeegyeztethetetlennek találta munkájával és két nappal később (2007. október 17-én) benyújtotta lemondását.
Orbán Viktor miniszterelnök 2019. április 19-ei hatállyal kinevezte a diagnózis alapú felzárkózási roma stratégia előkészítésének és végrehajtásának koordinálásáért felelős miniszterelnöki biztossá.
Az általa koordinált Felzárkózó települések program 2019-ben indult, a hosszú távú esélyteremtő program célja Magyarország 300 leghátrányosabb helyzetű településének felzárkóztatása. A program első szakaszában 31 településen kezdődött meg a szociális munka, és szakaszos bővüléssel 67-re (2020), 118-ra (2021) majd 178-ra (2023) bővült a programban helyt kapó falvak száma. A felzárkózó településeken összesen 29 egyházi- és civil karitatív szervezet dolgozik, a településeken alkalmazott módszertan alapját a Magyar Máltai Szeretetszolgálat Jelenlét programja adja. A program elindulása óta az összes érintett településen (178) megnyitottak a szociális munka központjaként működő Jelenlét Pontok, amelyek közösségi térként, illetve játszó- és fejlesztőhelyként is funkcionálnak. A program részeként 2021–2023 között 177 településen zajlott a Fókuszban a gyermek nevű, a legkisebb gyermekek felzárkózását segítő program. A Felzárkózó települések program minden településen szociális diagnózison alapuló cselekvési tervet határoz meg, melynek a helyi gazdaság fejlesztése éppúgy része lehet, mint az életveszélyessé vált lakóházak javítása, vagy a hiányzó egészségügyi ellátás telemedicinás eszközökkel történő pótlása. 2020-ban Tiszabőn működésbe állt az ország első szociális naperőműve, az ott termelt energia eladásból évente 70 kisgyermekes család téli fűtését támogatják. 2023 nyarán további huszonegy szociális naperőmű létesült hátrányos helyzetű településen létesült. A 2022-es választások után Orbán Viktor miniszterelnök 2022. június 8-ai hatállyal a diagnózis alapú felzárkózási stratégia végrehajtásáért felelős miniszterelnöki biztosnak nevezte ki.

## Elismerések
- Batthyány-Strattmann László-díj
- Justitia Regnorum Fundamentum díj
- Pro Caritate díj
- Budapestért díj
- A Budapestiek Esélyegyenlőségéért díj